# Championnat de France de rink hockey 2015-2016
Navigation
Nationale 1 2014-2015 Nationale 1 2016-2017
L'édition 2015-2016 du championnat de France de rink hockey de Nationale 1 se déroule du 3 octobre 2015 au 4 juin 2016.
Organisé sous l'égide de la Fédération française de roller sports, le championnat est composé de douze équipes qui se rencontrent chacune deux fois, sous la forme de matchs aller-retour. Pour les équipes participantes, le championnat est entrecoupé par la coupe de France, ou par des compétitions internationales tel que la coupe CERS ou la Ligue européenne. Au terme de la saison, les équipes occupant les deux dernières places du classement sont reléguées en Nationale 2.
Vainqueur de l'édition précédente devant Mérignac, le club breton du HC Quévert est le tenant du titre.

## Clubs engagés pour la saison 2015-2016
| \| Nantes Plonéour-Lanvern Coutras Noisy-le-Grand La Roche-sur-Yon Lyon Mérignac Aix-les-Bains Ploufragan Quévert St-Brieuc Saint-Omer \| Localisation des clubs engagés dans le championnat. |
| Nantes Plonéour-Lanvern Coutras Noisy-le-Grand La Roche-sur-Yon Lyon Mérignac Aix-les-Bains Ploufragan Quévert St-Brieuc Saint-Omer                                                           |

Les dix premiers du championnat de Nationale 1 2014-2015 et normalement, les deux équipes ayant terminé premières de chacune des deux poules de Nationale 2 participent à la compétition.
En Nationale 2 en 2014-2015, deux équipes sont qualifiées à l'issue de leur championnat pour cette édition du championnat de France de Nationale 1. L'équipe du Nantes ARH, en étant champion de la poule Sud, parvient à revenir au plus haut-niveau après l'avoir quitté en 2010. Aix-les-Bains, pourtant à la seconde place de la poule Sud juste derrière le club nantais, obtient également son ticket pour l'accession à la Nationale. Les Aixois profitent du fait que les deux premières équipes de la poule Nord soient des équipes réserves appartenant à un club ayant déjà une équipes en Élite et qu'elles n'ont pas la possibilité d'accéder à la Nationale 1.
| Club                | Classement 2014-2015 | Entraîneur                 | Salle(s)                                               |
| ------------------- | -------------------- | -------------------------- | ------------------------------------------------------ |
| HC Quévert          | 1er                  | Gilles Couderc             | Salle Némée, Dinan                                     |
| SA Mérignac         | 2e                   | Stéphane Hérin             | Roller Stadium, Mérignac                               |
| LV La Roche-sur-Yon | 3e                   | Éric Marquis               | Salle de l'Angelmière, La Roche-sur-Yon                |
| SCRA Saint-Omer     | 4e                   | Fabien Savreux             | Salle du Brockus, Saint-Omer                           |
| US Coutras          | 5e                   | Sebastian Cano             | Patinoire Milou Ducourtioux, Coutras                   |
| RAC Saint-Brieuc    | 6e                   | Frédérick Bouyer           | Salle André Pelé, Saint-Brieuc                         |
| SPRS Ploufragan     | 7e                   | Stéphane Liscoët           | Salle Glenan, Ploufragan                               |
| AL Plonéour-Lanvern | 8e                   | Duarte Manuel Neto Delgado | Salle Omnisports de Plonéour-Lanvern, Plonéour-Lanvern |
| CS Noisy-le-Grand   | 9e                   | Tatiana Mallard            | Gymnase des Yvris, Noisy-le-Grand                      |
| RHC Lyon            | 10e                  | Gregory Avondo             | Halle de roller-skating de la Duchère, Lyon            |
| Nantes ARH          | 1er Nationale 2 Sud  | Cédric Cayol               | Salle du Croissant, Nantes                             |
| HR Aix-les-Bains    | 2e Nationale 2 Sud   | Bruno Fañanás              | Halle de Marlioz, Aix-les-Bains                        |

## Pré-saison

### Transferts
La période règlementaire des transferts en France s’étend du 16 mai 2015 au 30 juin 2015. Cette période est marquée par l'entrée en vigueur d'un nouveau règlement limitant à trois le nombre de joueurs étrangers par équipe. Certaines équipes sont donc obligées de se restructurer et d'affiner les transferts afin de respecter cet nouvel règle.
L’intersaison est marquée par l’arrêt de quelques joueurs comme Mathieu Guibot de Le Roche-sur-Yon, qui prend sa retraite sportive pour des « raisons professionnelles et familiales » ou bien l'Argentin Luis Minuzzi de Saint-Omer, qui reste toutefois au club mais en tant qu'entraîneur-adjoint. Le promu nantais perd Laurent Moriceau.
En revanche, Ploufragan qui vient de perdre son gardien Thomas Buanec, voit l'arrivée d'Olivier Gélébart après une année d'absence au plus haut niveau.
Les transferts entre clubs français sont nombreux. Quévert recrute le buteur audomarois, Cirilo Garcia, ainsi que l'international briochin, Anthony Le Roux, pour faire face au départ de Sébastien Furstenberger à La Roche-sur-Yon. Loïc Le Menn fait le choix de se séparer de Lyon, pour rejoindre promu aixois. Le Mérignacais, Arnaud Lefevre, fait le même choix : il s'engage à Aix-les-Bains. Le voisin de Lyon va puiser dans l'effectif de Seynod pour se renforcer avec Nathan Gellé. Ce club doit faire face au départ de son gardien, Erwan Debrouver, qui troque son maillot pour celui des Vendéens. Alan Audelin participe à la valse des gardiens en se séparant de Saint-Omer dans l'objectif de garder invioler le but coutrillon. Saint-Brieuc convainc Valentin Hervé évoluant au poste d'attaquant dans l'équipe de Quévert de patiner en première division, mais aussi le joueur de troisième de Loudéac, Léo Guyony. Plonéour, qui a réussi à obtenir son maintien la saison précédente, voit l'arrivée de deux nouveaux joueurs en provenance d'Ergué-Gabéric : Lucien Le Berre et Pierre Lucas.
D’autres joueurs, évoluant en France lors de la saison précédente, décident de concourir dans un championnat étranger. Maxi Oliva, tout juste champion de France et vainqueur de la coupe de France, retourne en Argentine, tandis que sont ancien coéquipier, Guillem Ribot préfère continuer son aventure en Italie à Valdagno. L'Italie est également la destination du Quévertois Pablo Saavedra, qui lui rejoint Follonica, tout comme l'attaquant de Saint-Brieuc, Marinho. L'Italie est une belle destination, puisque l'Audomarois Gerard Teixido se laisse lui convaincre par le club italien de Breganze. Le trio espagnol de la Vendéenne rejoigne leur pays, pour des raisons familiales : Borja López s'en va en Catalogne, il est suivi de Litus Martinez et d'Édu Fernandez.
Certains clubs parviennent à recruter des joueurs à l’international. Saint-Omer se renforce grâce à Marçal Cuenca dont le club, Tordera, vient d'être relégué de la OK Liga. Le recrutement du gardien Martin Barros, provenant du Portugal, permet de mettre en concurrence, Thomas Buanec, l'autre gardien nouvellement arrivé dans le Nord. Nantes, pour son seul recrutement alors que le club vient de retrouver la première division, a réussi à faire signer l'Espagnol Ernesto Carmora qui évoluait en deuxième division. L'autre promu se renforce davantage, notamment avec le gardien genevois, Timothé Riotton, ainsi que le joueur de Blanes, Guillem Coll. Quant à lui, le club lyonnais parvient à recruter la paire, Alberto Bodelon et Pablo Anon, tout droit venu du HC Liceo. Saint-Brieuc profite du mondial 2015 en France pour recruter l'international chilien, Felipe Castro. Il est accompagné par le Catalan Erik Gual.

### Préparations
La majorité des clubs prévoit, avant le reprise de la saison, de tester leur préparation et de vérifier l'intégration des nouveaux joueurs, en participant à des compétitions. Cela peut consister à l'inscription de l'équipe dans un tournoi d'un niveau régional à un niveau international, ou à une rencontre lors d'un match amical.
Lors du dernier week-end avant la reprise du championnat, Saint-Omer veut se tester en donnant une dimension internationale à la finalisation de sa préparation. En plus de l'équipe régionale, Roubaix, deux équipes des Pays-Bas et de Suisse sont invitées, Valkenswaard et Bâle. L'équipe de Nationale 1 s'impose facilement des trois rencontres puis de la finale face à Bâle (5 à 1).
Le 29 et 30 août, le club de Plonéour-Lanverne organise un tournoi de préparation régionale entre six équipes bretonnes. Parmi elles, quatre sont des équipes de Nationale 1, les deux autres sont l'équipe réserve de l'hôte et le promu en Nationale 2, Quintin. Lors de la première journée, les équipes sont groupées en poule de trois équipes. D'un côté, Saint-Brieuc, Plonéour-Lanvern et Quintin, de l'autre, Quévert, Nantes et l'équipe réserve de Plonéour-Lanvern. Le nouvel arrivé en Nationale 1, Nantes, s'incline sur le plus faible des écarts face au double tenant du titre, Quévert (3 à 2). Au coup de sifflet, Saint-Brieuc et Plonéour-Lanvern ne sont pas parvenu à se départager (2 à 2). Les deux premiers de chaque poule se qualifie pour les demi-finales qui ont lieu le lendemain. Nantes s'incline sur le score de 5 buts à 2 contre les locaux. Ces derniers retrouvent en finale Quévert, vainqueur de Saint-Brieuc 3 à 2. Le champion de France en titre enlève la victoire du tournoi (6 à 1), tandis que Saint-Brieuc s'impose dans la petite finale 4 à 2 sur les Nantais.

La semaine suivante, c'est au tour de Ploufragan d'organiser le tournoi Monique Chanu, pour son équipe première et sa réserve. Certaines équipes qui étaient à Plonéour la semaine précédente se retrouve. Quévert bat Plonéour 5 à 3 et Ploufragan doit concéder une défaite 2 buts à 1 contre Noisy-le-Grand. Les quatre équipes de Nationale 1 se qualifient pour les demi-finales. Quévert, comme la semaine précédente, s'adjuge le titre en remportant la demi-finale 4 à 1 contre les locaux et la finale 5 à 3 contre Plonéour. Noisy-le-Grand est moins réaliste : l'équipe perd successivement sa demi-finale 5 à 2, puis la petite finale face à l'hôte.

En Aquitaine, Coutras organise un tournoi auquel participe Mérignac, mais aussi l'équipe de Nationale 2 de Cestas. L'équipe de Nationale 2 s'impose face à Mérignac (3 à 1) mais doit laisser filer la victoire à Coutras (4 à 2).

Lors du tournoi du Gujan la semaine suivante, Mérignac prend sa revanche face à Cestas en s'imposant sur le score de 7 à 1.
Le championnat d'Europe des moins de 20 ans perturbe la préparation de l'équipe yonnaise. Quatre des joueurs de l'équipe première participent à cette compétition et ne peuvent pas s'entrainer avec le groupe d'Éric Marquis. Ce manque se fait sentir lors de la défaite contre Nantes 5 buts à 4, lors du dernier match de préparation des Nantais.

### Objectifs
En fonction des transferts et de leur préparation, les clubs fixent des objectifs pour la saison, qui pour certains tranchent avec les résultats de la saison précédente.
Tout en relativisant, le SCRA Saint-Omer ne se cantonne pas uniquement à obtenir des résultats lors du championnat de France, mais vise également la Coupe de France et la Coupe d'Europe. Mérignac, qui a terminé à la place de dauphin, vise également le titre.
Le double tenant du titre et de la Coupe de France veut rester modeste, en ne visant qu'une place dans les cinq premiers, qualificative pour une compétreition européenne.
De nombreuses équipes vont se battre pour le maintien. Le promu nantais qui en fait partie, estime qu'il aura pour concurrence l'autre promu, Aix-les-Bains, mais aussi Lyon, Noisy-le-Grand et Plonéour.

## Saison régulière

### Tableau synthétique des résultats
| Résultats (dom.\ext.)                                      | HRAB | USC | LV | RHC | SAM | NARH | CSNG | ALPL | SPRS | HCQ | RAC | SCRA |
| HR Aix-les-Bains                                           |      | -   | -  | -   | -   | -    | -    | -    | -    | -   | -   | -    |
| US Coutras                                                 | -    |     | -  | -   | -   | -    | -    | -    | -    | -   | -   | -    |
| LV La Roche-sur-Yon                                        | -    | -   |    | -   | -   | -    | -    | -    | -    | -   | -   | -    |
| RHC Lyon                                                   | -    | -   | -  |     | -   | -    | -    | -    | -    | -   | -   | -    |
| SA Mérignac                                                | -    | -   | -  | -   |     | -    | -    | -    | -    | -   | -   | -    |
| Nantes ARH                                                 | -    | -   | -  | -   | -   |      | -    | -    | -    | -   | -   | -    |
| CS Noisy-le-Grand                                          | -    | -   | -  | -   | -   | -    |      | -    | -    | -   | -   | -    |
| AL Plonéour-Lanvern                                        | -    | -   | -  | -   | -   | -    | -    |      | -    | -   | -   | -    |
| SPRS Ploufragan                                            | -    | -   | -  | -   | -   | -    | -    | -    |      | -   | -   | -    |
| HC Quévert                                                 | -    | -   | -  | -   | -   | -    | -    | -    | -    |     | -   | -    |
| RAC Saint-Brieuc                                           | -    | -   | -  | -   | -   | -    | -    | -    | -    | -   |     | -    |
| SCRA Saint-Omer                                            | -    | -   | -  | -   | -   | -    | -    | -    | -    | -   | -   |      |
| - Victoire à domicile - Match nul - Victoire à l'extérieur |      |     |    |     |     |      |      |      |      |     |     |      |

### Classement de la saison régulière
| Rang | Équipe              | Pts | J  | G  | N | P  | Bp  | Bc  | Diff |
| ---- | ------------------- | --- | -- | -- | - | -- | --- | --- | ---- |
| 1    | LV La Roche-sur-Yon | 45  | 22 | 14 | 3 | 5  | 130 | 85  | +45  |
| 2    | SA Mérignac         | 43  | 22 | 13 | 4 | 5  | 92  | 77  | +15  |
| 3    | HC Quévert T        | 41  | 22 | 12 | 5 | 5  | 92  | 74  | +18  |
| 4    | US Coutras          | 41  | 22 | 13 | 2 | 7  | 131 | 101 | +30  |
| 5    | SPRS Ploufragan     | 39  | 22 | 12 | 3 | 7  | 94  | 76  | +18  |
| 6    | SCRA Saint-Omer     | 34  | 22 | 10 | 4 | 8  | 87  | 80  | +7   |
| 7    | RAC Saint-Brieuc    | 31  | 22 | 8  | 7 | 7  | 95  | 89  | +6   |
| 8    | Nantes ARH P        | 25  | 22 | 7  | 4 | 11 | 80  | 89  | -9   |
| 9    | AL Plonéour-Lanvern | 25  | 22 | 6  | 7 | 9  | 97  | 103 | -6   |
| 10   | CS Noisy-le-Grand   | 23  | 22 | 6  | 5 | 11 | 92  | 97  | -5   |
| 11   | RHC Lyon            | 21  | 22 | 6  | 3 | 13 | 64  | 106 | -42  |
| 12   | HR Aix-les-Bains P  | 4   | 22 | 1  | 1 | 20 | 67  | 144 | -77  |

|   | Champion et qualification en Ligue européenne |
|   | Qualification en Ligue européenne             |
|   | Qualification en Coupe CERS                   |
|   | Relégation en Nationale 2                     |
| T | Tenant du titre                               |
| P | Promu                                         |
| C | Vainqueur de la Coupe de France 2016          |

| Clubs \ Journées    | 1  | 2  | 3  | 4  | 5 | 7 | 8 | 9 | 10 | 11 | 12 | 13 | 14 | 15 | 16 | 17 | 18 | 19 | 20 | 21 | 22 | 6 |
| ------------------- | -- | -- | -- | -- | - | - | - | - | -- | -- | -- | -- | -- | -- | -- | -- | -- | -- | -- | -- | -- | - |
| HR Aix-les-Bains    | 12 | 12 | 12 | 12 |   |   |   |   |    |    |    | 12 |    |    |    |    |    |    |    |    |    |   |
| US Coutras          | 1  | 5  | 3  | 2  |   |   |   |   |    |    |    | 1  |    |    |    |    |    |    |    |    |    |   |
| LV La Roche-sur-Yon | 5  | 10 | 7  | 4  |   |   |   |   |    |    |    | 4  |    |    |    |    |    |    |    |    |    |   |
| RHC Lyon            | 9  | 11 | 11 | 11 |   |   |   |   |    |    |    | 11 |    |    |    |    |    |    |    |    |    |   |
| SA Mérignac         | 5  | 2  | 2  | 5  |   |   |   |   |    |    |    | 6  |    |    |    |    |    |    |    |    |    |   |
| Nantes ARH          | 2  | 6  | 9  | 6  |   |   |   |   |    |    |    | 10 |    |    |    |    |    |    |    |    |    |   |
| CS Noisy-le-Grand   | 9  | 6  | 5  | 7  |   |   |   |   |    |    |    | 8  |    |    |    |    |    |    |    |    |    |   |
| AL Plonéour-Lanvern | 5  | 2  | 7  | 9  |   |   |   |   |    |    |    | 9  |    |    |    |    |    |    |    |    |    |   |
| SPRS Ploufragan     | 9  | 9  | 10 | 10 |   |   |   |   |    |    |    | 7  |    |    |    |    |    |    |    |    |    |   |
| HC Quévert          | 2  | 1  | 5  | 3  |   |   |   |   |    |    |    | 3  |    |    |    |    |    |    |    |    |    |   |
| RAC Saint-Brieuc    | 5  | 2  | 1  | 1  |   |   |   |   |    |    |    | 5  |    |    |    |    |    |    |    |    |    |   |
| SCRA Saint-Omer     | 2  | 6  | 4  | 8  |   |   |   |   |    |    |    | 2  |    |    |    |    |    |    |    |    |    |   |

### Feuilles de match
Les feuilles de match sont issues du site officiel de la Fédération française de roller sports : ffroller.fr. 
1. ↑  Rapport 23751 du 03/10/2015 : Coutras - Aix-les-Bains
2. ↑  Rapport 23752 du 03/10/2015 : Quévert - Ploufragan
3. ↑  Rapport 23753 du 03/10/2015 : La Roche-sur-Yon - Plonéour-Lanvern
4. ↑  Rapport 23754 du 03/10/2015 : Nantes - Lyon
5. ↑  Rapport 23755 du 03/10/2015 : Saint-Brieuc - Mérignac
6. ↑  Rapport 23756 du 03/10/2015 : Noisy-le-Grand - Saint-Omer
7. ↑  Rapport 23757 du 10/10/2015 : Coutras - Saint-Brieuc
8. ↑  Rapport 23758 du 10/10/2015 : Mérignac - Saint-Omer
9. ↑  Rapport 23759 du 10/10/2015 : Lyon - Noisy-le-Grand
10. ↑  Rapport 23760 du 10/10/2015 : Plonéour-Lanvern - Nantes
11. ↑  Rapport 23761 du 10/10/2015 : Ploufragan - La Roche-sur-Yon
12. ↑  Rapport 23762 du 10/10/2015 : Aix-les-Bains - Quévert
13. ↑  Rapport 23763 du 17/10/2015 : Saint-Omer - Ploufragan
14. ↑  Rapport 23764 du 17/10/2015 : Mérignac - Plonéour-Lanvern
15. ↑  Rapport 23765 du 17/10/2015 : Quévert - La Roche-sur-Yon
16. ↑  Rapport 23766 du 17/10/2015 : Nantes - Coutras
17. ↑  Rapport 23767 du 17/10/2015 : Saint-Brieuc - Lyon
18. ↑  Rapport 23768 du 17/10/2015 : Noisy-le-Grand - Aix-les-Bains
19. ↑  Rapport 23769 du 31/10/2015 : Coutras - Saint-Omer
20. ↑  Rapport 23770 du 31/10/2015 : Quévert - Mérignac
21. ↑  Rapport 23771 du 31/10/2015 : La Roche-sur-Yon - Noisy-le-Grand
22. ↑  Rapport 23772 du 31/10/2015 : Plonéour-Lanvern - Lyon
23. ↑  Rapport 23773 du 31/10/2015 : Ploufragan - Saint-Brieuc
24. ↑  Rapport 23774 du 31/10/2015 : Aix-les-Bains - Nantes
25. ↑  Rapport 23775 du 07/11/2015 : Saint-Omer - Aix-les-Bains
26. ↑  Rapport 23776 du 07/11/2015 : Lyon - Ploufragan
27. ↑  Rapport 23777 du 07/11/2015 : Nantes - La Roche-sur-Yon
28. ↑  Rapport 23778 du 07/11/2015 : Noisy-le-Grand - Plonéour-Lanvern
29. ↑  Rapport 23779 du 11/11/2015 : Mérignac - Coutras
30. ↑  Rapport 23780 du 11/11/2015 : Saint-Brieuc - Quévert
31. ↑  Rapport 23781 du 11/06/2016 : Coutras - Lyon
32. ↑  Rapport 23782 du 11/06/2016 : Quévert - Saint-Omer
33. ↑  Rapport 23783 du 11/06/2016 : La Roche-sur-Yon - Saint-Brieuc
34. ↑  Rapport 23784 du 11/06/2016 : Nantes - Noisy-le-Grand
35. ↑  Rapport 23785 du 11/06/2016 : Ploufragan - Plonéour-Lanvern
36. ↑  Rapport 23786 du 11/06/2016 : Aix-les-Bains - Mérignac
37. ↑  Rapport 23787 du 21/11/2015 : Saint-Omer - La Roche-sur-Yon
38. ↑  Rapport 23788 du 21/11/2015 : Mérignac - Ploufragan
39. ↑  Rapport 23789 du 21/11/2015 : Lyon - Aix-les-Bains
40. ↑  Rapport 23790 du 21/11/2015 : Plonéour-Lanvern - Coutras
41. ↑  Rapport 23791 du 21/11/2015 : Saint-Brieuc - Nantes
42. ↑  Rapport 23792 du 21/11/2015 : Noisy-le-Grand - Quévert
43. ↑  Rapport 23793 du 05/12/2015 : Coutras - La Roche-sur-Yon
44. ↑  Rapport 23794 du 05/12/2015 : Quévert - Nantes
45. ↑  Rapport 23795 du 05/12/2015 : Lyon - Mérignac
46. ↑  Rapport 23796 du 05/12/2015 : Plonéour-Lanvern - Saint-Omer
47. ↑  Rapport 23797 du 05/12/2015 : Ploufragan - Noisy-le-Grand
48. ↑  Rapport 23798 du 05/12/2015 : Aix-les-Bains - Saint-Brieuc
49. ↑  Rapport 23799 du 09/01/2016 : Saint-Omer - Lyon
50. ↑  Rapport 23800 du 09/01/2016 : Quévert - Coutras
51. ↑  Rapport 23811 du 30/01/2016 : Coutras - Ploufragan
52. ↑  Rapport 23812 du 30/01/2016 : Quévert - Lyon
53. ↑  Rapport 23813 du 30/01/2016 : La Roche-sur-Yon - Mérignac
54. ↑  Rapport 23814 du 30/01/2016 : Nantes - Saint-Omer
55. ↑  Rapport 23815 du 30/01/2016 : Saint-Brieuc - Noisy-le-Grand
56. ↑  Rapport 23816 du 30/01/2016 : Aix-les-Bains - Plonéour-Lanvern
57. ↑  Rapport 23817 du 13/02/2016 : Aix-les-Bains - Coutras
58. ↑  Rapport 23818 du 13/02/2016 : Ploufragan - Quévert
59. ↑  Rapport 23819 du 13/02/2016 : Plonéour-Lanvern - La Roche-sur-Yon
60. ↑  Rapport 23820 du 13/02/2016 : Lyon - Nantes
61. ↑  Rapport 23821 du 13/02/2016 : Mérignac - Saint-Brieuc
62. ↑  Rapport 23822 du 13/02/2016 : Saint-Omer - Noisy-le-Grand
63. ↑  Rapport 23823 du 27/02/2016 : Saint-Brieuc - Coutras
64. ↑  Rapport 23824 du 27/02/2016 : Saint-Omer - Mérignac
65. ↑  Rapport 23825 du 27/02/2016 : Noisy-le-Grand - Lyon
66. ↑  Rapport 23826 du 27/02/2016 : Nantes - Plonéour-Lanvern
67. ↑  Rapport 23827 du 27/02/2016 : La Roche-sur-Yon - Ploufragan
68. ↑  Rapport 23828 du 27/02/2016 : Quévert - Aix-les-Bains
69. ↑  Rapport 23829 du 12/03/2016 : Ploufragan - Saint-Omer
70. ↑  Rapport 23830 du 12/03/2016 : Plonéour-Lanvern - Mérignac
71. ↑  Rapport 23831 du 12/03/2016 : La Roche-sur-Yon - Quévert
72. ↑  Rapport 23832 du 12/03/2016 : Coutras - Nantes
73. ↑  Rapport 23833 du 12/03/2016 : Lyon - Saint-Brieuc
74. ↑  Rapport 23834 du 12/03/2016 : Aix-les-Bains - Noisy-le-Grand
75. ↑  Rapport 23835 du 02/04/2016 : Saint-Omer - Coutras
76. ↑  Rapport 23836 du 02/04/2016 : Mérignac - Quévert
77. ↑  Rapport 23837 du 02/04/2016 : Noisy-le-Grand - La Roche-sur-Yon
78. ↑  Rapport 23838 du 02/04/2016 : Lyon - Plonéour-Lanvern
79. ↑  Rapport 23839 du 02/04/2016 : Saint-Brieuc - Ploufragan
80. ↑  Rapport 23840 du 02/04/2016 : Nantes - Aix-les-Bains
81. ↑  Rapport 23942 du 09/04/2016 : Aix-les-Bains - Saint-Omer
82. ↑  Rapport 23943 du 09/04/2016 : Coutras - Mérignac
83. ↑  Rapport 23944 du 09/04/2016 : Ploufragan - Lyon
84. ↑  Rapport 23945 du 09/04/2016 : La Roche-sur-Yon - Nantes
85. ↑  Rapport 23946 du 09/04/2016 : Quévert - Saint-Brieuc
86. ↑  Rapport 23947 du 09/04/2016 : Plonéour-Lanvern - Noisy-le-Grand
87. ↑  Rapport 23948 du 23/04/2016 : Lyon - Coutras
88. ↑  Rapport 23949 du 23/04/2016 : Saint-Omer - Quévert
89. ↑  Rapport 23950 du 23/04/2016 : Saint-Brieuc - La Roche-sur-Yon
90. ↑  Rapport 23951 du 23/04/2016 : Noisy-le-Grand - Nantes
91. ↑  Rapport 23952 du 23/04/2016 : Plonéour-Lanvern - Ploufragan
92. ↑  Rapport 23953 du 23/04/2016 : Mérignac - Aix-les-Bains
93. ↑  Rapport 23954 du 30/04/2016 : La Roche-sur-Yon - Saint-Omer
94. ↑  Rapport 23955 du 30/04/2016 : Ploufragan - Mérignac
95. ↑  Rapport 23956 du 30/04/2016 : Aix-les-Bains - Lyon
96. ↑  Rapport 23957 du 30/04/2016 : Coutras - Plonéour-Lanvern
97. ↑  Rapport 23958 du 30/04/2016 : Nantes - Saint-Brieuc
98. ↑  Rapport 23959 du 30/04/2016 : Quévert - Noisy-le-Grand
99. ↑  Rapport 23960 du 07/05/2016 : La Roche-sur-Yon - Coutras
100. ↑  Rapport 23961 du 07/05/2016 : Nantes - Quévert
101. ↑  Rapport 23962 du 07/05/2016 : Mérignac - Lyon
102. ↑  Rapport 23963 du 07/05/2016 : Saint-Omer - Plonéour-Lanvern
103. ↑  Rapport 23964 du 07/05/2016 : Noisy-le-Grand - Ploufragan
104. ↑  Rapport 23965 du 07/05/2016 : Saint-Brieuc - Aix-les-Bains
105. ↑  Rapport 23966 du 21/05/2016 : Lyon - Saint-Omer
106. ↑  Rapport 23967 du 21/05/2016 : Coutras - Quévert
107. ↑  Rapport 23968 du 21/05/2016 : Aix-les-Bains - La Roche-sur-Yon
108. ↑  Rapport 23969 du 21/05/2016 : Ploufragan - Nantes
109. ↑  Rapport 23970 du 21/05/2016 : Plonéour-Lanvern - Saint-Brieuc
110. ↑  Rapport 23971 du 21/05/2016 : Noisy-le-Grand - Mérignac
111. ↑  Rapport 23972 du 28/05/2016 : Saint-Brieuc - Saint-Omer
112. ↑  Rapport 23973 du 28/05/2016 : Nantes - Mérignac
113. ↑  Rapport 23974 du 28/05/2016 : La Roche-sur-Yon - Lyon
114. ↑  Rapport 23975 du 28/05/2016 : Quévert - Plonéour-Lanvern
115. ↑  Rapport 23976 du 28/05/2016 : Aix-les-Bains - Ploufragan
116. ↑  Rapport 23977 du 28/05/2016 : Coutras - Noisy-le-Grand
117. ↑  Rapport 23978 du 04/06/2016 : Ploufragan - Coutras
118. ↑  Rapport 23979 du 04/06/2016 : Lyon - Quévert
119. ↑  Rapport 23980 du 04/06/2016 : Mérignac - La Roche-sur-Yon
120. ↑  Rapport 23981 du 04/06/2016 : Saint-Omer - Nantes
121. ↑  Rapport 23982 du 04/06/2016 : Noisy-le-Grand - Saint-Brieuc
122. ↑  Rapport 23983 du 04/06/2016 : Plonéour-Lanvern - Aix-les-Bains

### Règles du jeu
- Fédération française de roller sports, Règlement Sportif du Comité Rink Hockey - Partie II, 2015, 63 p. (lire en ligne)

1. ↑  Règlement Sportif du Comité Rink Hockey 2014 : Article 201 - Mutation - Changement de clubs, p. 2